# Ricardo Jorge

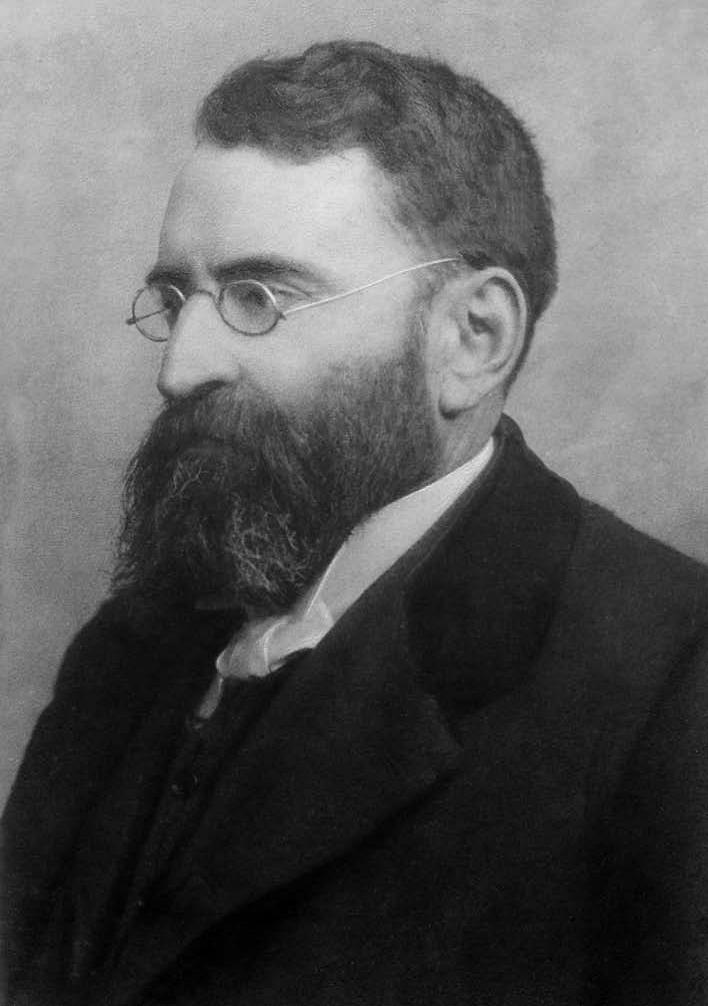
Ricardo Jorge

Ricardo Jorge, eigentlich Ricardo de Almeida Jorge (* 9. Mai 1858 in Porto, Portugal; † 29. Juli 1939 in Lissabon, Portugal), war ein portugiesischer Wissenschaftler, Mediziner und Hygieniker.
Er gilt als einer der großen Wissenschaftler Portugals im späten 19. Jahrhundert und frühen 20. Jahrhundert und leistete in vielem Pionierarbeit, vor allem bei der öffentlichen Hygiene in seinem Land.

## Leben und Wirken
Ricardo Jorge entstammte bescheidenen und einfachen Verhältnissen, sein Vater war Schmied. Von 1874 bis 1879 besuchte er die medizinisch-chirurgische Hochschule in Porto und mache 1879 sein Examen als Arzt und Mediziner. 
Seit dem Jahr 1880 war er wissenschaftlich an dieser Hochschule tätig. Studien führten ihn nach Straßburg und Paris, wo er bei dem bekannten Neurologen und Arzt Jean-Martin Charcot Vorlesungen hörte. Das brachte ihn auf die Idee, in Porto ein Institut für Mikroskopie und Physiologie zu errichten sowie einen Studiengang zum Thema Anatomie der Nervenzentren.
1883 gab es eine große Cholera-Epidemie in Porto. Jorge initiierte vier große Konferenzen in der Stadt, um dieses Thema endgültig national entschieden zu bekämpfen. Das führte zu einer Neuausrichtung des Friedhofwesens im Land, da von dort – ungeordnet – viele Bakterien und Viren herkamen. 
Zwischen 1889 und 1992 war er Kurarzt des Kurortes Caldas do Geres.
1892 wurde er zum Gesundheitsbeauftragen der Stadt Porto ernannt. 1895 erfolgte seine Ernennung zum Professor für Rechtsmedizin und Hygiene an der medizinischen Hochschule Porto.
1899 entdeckte er Fälle von Beulenpest in Portugal und erließ schnelle und unmittelbare Maßnahmen, um die gesamte Bevölkerung zu schützen. So wurde häusliche Quarantäne – stellenweise Isolierung – bei entdeckten Fällen Pflicht, außerdem mussten alle Häuser oder Wohnungen desinfiziert werden. Dies galt für alle Bürger, auch reiche oder prominente wurden nicht ausgespart.
Ungeziefer wie Ratten, Mäuse oder Flöhe ließ er konsequent bekämpfen. Das brachte ihm den Volkszorn ein, so dass er sich gezwungen sah, die Stadt zu verlassen, da er den Rückhalt der örtlichen Ärzteschaft verloren hatte und einige Politiker gegen ihn wetterten. So ging er nach Lissabon.
Das Jahr 1899 war ein insgesamt sehr wichtiges im Leben des Wissenschaftlers; so ernannte ihn die portugiesische Krone zum Kronrat für Hygiene und Medizin und Nationalen Gesundheitsinspekteur für das Königreich Portugal und Algarve. Auch wurde 1899 das Nationale Institut für Gesundheit ins Leben gerufen (Instituto Nacional de Saúde). Dort ließ er zahlreiche Mediziner vor allem auf dem Gebiet der öffentlichen Hygiene ausbilden. Und er wurde zum Professor für Hygiene an der medizinischen Hochschule Lissabon ernannt.
1901 wurden auf sein Betreiben erstmals Vorschriften für die öffentliche Gesundheit und Hygiene erlassen. Dieses Vorschriften wurden dann 1926 von ihm ergänzt und erweitert.
1906 veranstaltete er einen internationalen Hygieniker-Kongress in Lissabon, dem er vorstand. 1911 wirkte er an der Reform der akademischen Ausbildung der Mediziner an der Universität und den Hochschulen mit. 1912 wurde er Mitglied im Office Internacional d’Hygiene in Paris, das international für die Koordination von Gesundheitshygiene bekannt wurde. Zwischen 1914 und 1915 war er Vorsitzender der portugiesischen Sektion der Gesellschaft für Medizinische Wissenschaft.
Portugal nahm an der Seite der Entente Cordiale am Ersten Weltkrieg teil und hatte hohe Verluste zu erleiden. Der Mediziner ging in die Kriegsgebiete, um verletzten portugiesischen Soldaten zu helfen und Krankheiten zu vermeiden. So bekämpfte er dort die Pocken, Typhus und Diphtherie. Er war der Gesandte Portugals für Gesundheits-, Medizin- und Hygienefragen beim Völkerbund.
Er war Mitglied der Royal Society of Medicine. Sein Konzept und seine Arbeit für die Hygiene waren angelehnt an die englischen Erfahrungen mit dem Thema Hygiene.
Im Alter von 78 Jahren starb Ricardo Jorge schließlich in Lissabon.

## Privates
Jorge war verheiratet und Vater von vier Kindern. Er ist der Urgroßvater des bekannten Flötisten Rão Kyao. 1926 erfolgte eine erste Gesamtveröffentlichung seines wissenschaftlichen und nichtwissenschaftlichen Werkes.
Eine lebenslange Freundschaft verband ihn mit dem Schriftsteller Camilo Castelo Branco.

## Trivia
Jorge ließ 1927 Coca Cola in Portugal verbieten. Dies hatte bis 1977 Bestand. Er fürchtete, Jugendliche und junge Erwachsene könnten süchtig werden. Fernando Pessoas Werbespruch für Coca Cola Portugal „Zuerst schmeckt es komisch, dann kriegst Du nicht genug davon“ gab den Anstoß dazu.
Er konnte auch den Mythos um den Tod von König Johann II. von Portugal und Algarve lüften; er fand heraus, dass dieser wohl nicht vergiftet wurde. 
Jorge war bibliophil und besaß eine riesige Bibliothek. 
Um die Ratten- und Mäuseplage in Porto zu bekämpfen, kam ihm der Einfall, für jede getötete Ratte geringe Geldbeträge zahlen zu lassen, Mäuse konnte man zu Forschungszwecken lebend oder tot bei der örtlichen Polizei abgeben, man erhielt eine Belobigung. Gerade für die von diesen Tieren geplagten armen Menschen war dies attraktiv.
Sein Freund, der Dichter Castelo Branco, erwähnte ihn in einem seiner Romane. Damit er ist auch in der portugiesischen Literatur unsterblich geworden. Er ließ zahlreiche öffentliche Badehäuser in Porto errichten und beschäftigte sich mit Hydrotherapie. 
Auf seine Initiative hin gründete Prinzgemahlin Königin Dona Amelie von Portugal und Algarve das nationale Institut für Tuberkulose und diverse Sanatorien in Portugal.

## Ehrungen
Seit 1929 trägt das Institut für Medizin, das er begründete, seinen Namen. In Lissabon und anderen Städten sind Straßen nach ihm benannt. Es gibt auch einen nach Jorge benannten Preis, der mit 25.000 Euro dotiert ist. 